# Clidemia ablusa
Clidemia ablusa är en tvåhjärtbladig växtart som beskrevs av John Julius Wurdack. Clidemia ablusa ingår i släktet Clidemia och familjen Melastomataceae. IUCN kategoriserar arten globalt som starkt hotad.
Artens utbredningsområde är Ecuador. Inga underarter finns listade i Catalogue of Life.